# Estádio General Francisco Morazán
O Estádio General Francisco Morazán (em castelhano: Estadio General Francisco Morazán) é um estádio de futebol localizado na cidade de San Pedro Sula, em Honduras. Inaugurado em 1 de janeiro de 1938, é oficialmente a casa onde os clubes Real España e Marathón mandam seus jogos oficiais por competições nacionais e continentais. Sua capacidade máxima é de 18 000 espectadores.